# Jacob Abladia
 Jacob Abladia  (Bearn, 1654 — Londres, Inglaterra, 1727) foi um teólogo inglês célebre protestante, devem-se-lhe obras importantes no campo literário e teológico.